# 事実婚
事実婚（じじつこん）とは、婚姻事実関係一般を意味する概念。「事実婚」の概念は多義的に用いられ、婚姻の成立方式としての「事実婚」は「無式婚」ともいい要式婚（形式婚）と対置される概念であるが、通常、日本では「事実婚」は法律婚（届出婚）に対する概念として用いられている。
したがって、事実婚は広義には「内縁」の同義語・類義語としても用いられるが、講学上において「事実婚」という概念を用いる場合には、特に当事者間の主体的・意図的な選択によって婚姻届を出さないまま共同生活を営む場合を指すとし、届出を出すことができないような社会的要因がある場合をも含む「内縁」とは異なる概念として区別されて用いられることが多い。この点を強調して「選択的事実婚」あるいは「自発的内縁」などと呼ばれることもある。
また、先述のように「事実婚」の概念は多義的であることから、法的概念として「事実婚」の語を用いることを避け、法律婚に対する事実婚については「自由結合（union libre）」という概念を用いる論者もいる。
以下、この項目では当事者間の主体的・意図的な選択によって婚姻届を出さないまま同居し共同生活を営む場合の事実婚について述べる。

## 日本における事実婚

### 概要
事実婚とは社会慣習上において婚姻とみられる事実関係をいい、婚姻成立方式の分類上においては、事実婚は無式婚とも呼ばれ婚姻に一定の儀式を要求する要式婚（形式婚）に対する概念とされる（婚姻要件としての事実婚
）。
社会慣習上において婚姻とみられる事実関係があれば法律上の婚姻として認める法制を事実婚主義というが、婚姻の成立には社会による承認としての公示（儀式等）が要求されることが一般的であり、純粋な事実婚主義は1926年のソビエト・ロシア法など極めて稀に存在するにすぎないとされる。
婚姻成立方式の分類における事実婚の概念は上のようなものであるが、日本の民法上では習俗的な婚姻儀式とは切り離された届出婚主義がとられている関係上、法律婚と婚姻事実との有機的結合が存在しないために、「事実婚」の概念は習俗的儀式婚をも含む届出婚（法律婚）に対する概念として用いられているとされる。
事実婚の概念が内縁と区別して用いられる場合、一般に内縁関係においては当事者間に婚姻意思がありながらも届出を出すことができないような社会的事情がある場合を含んでいたのに対し、内縁とは区別して事実婚という概念を用いる場合には特に当事者間の主体的な意思に基づく選択によって婚姻届を出さないまま共同生活を営む場合を指して用いられる（法律婚に対する事実婚）。
2024年現在、法律上の同性結婚が認められていない日本では、同性カップルがやむを得ず事実婚の状態になることがある。2021年3月19日、同性カップル間でも内縁関係が成立するとの司法判断が最高裁で確定した。
千葉県千葉市や神奈川県横浜市などのように、LGBTの人や事実婚の人など、同性・異性を問わず、互いを人生のパートナーとする二人が宣誓を行い、市がその宣誓を証明する、パートナーシップ宣誓制度のある自治体もある。

### 事実婚の取り扱い

#### 住民票の記載
法律婚ではないため「赤の他人」である。このため戸籍の移動を伴わず、従前戸籍のままで姓も変わらない。住民基本台帳法には世帯主でない者には「世帯主との続柄」を記載するように規定しているため、「同居人」もしくは「夫（未届）」「妻（未届）」と記載されるが、各自治体に任されているのが現状である。

住民票の続柄を「未届の妻（夫）」とすることで世帯（住居及び生計を共にする者の集まり）が同一となり、事実婚と同棲とをはっきり区別させることができるようになる。
このため、勤務先から家族手当を受けたり、生命保険の受取人になることができる（ただし勤務先の規定や保険会社の規定による）。なお、単身赴任等で世帯を同一にできない場合は、このような記載をすることはできない。
子どもは母親の姓で戸籍上「非嫡出子」となり、住民票の続柄には「子」と記載されるが、家庭裁判所の判断で父親の戸籍に入り父親の姓にすることもできる。

#### 自治体パートナーシップ条例
茨城県など、自治体によっては、同性カップルのみでなく事実婚カップルに対してもパートナーシップ関係にあることを公的に認める制度を取り入れるところが増加している。
条例のある自治体ではパートナーシップ関係を証明する書類を発行しており、これをもって婚姻関係と見なす民間企業も増加している。

#### 社会保険上の取り扱い
年金（国民年金、厚生年金）や公的医療保険（健康保険、船員保険等）においては、事実婚である旨の申出があれば、要件に合致していれば扶養や遺族年金の受給等において法律婚と同様に取り扱うものとされている。
次の要件を備える場合、事実婚関係にある者と認められる（平成23年3月23日年発0323第1号）。
- 当事者間に、社会通念上、夫婦の共同生活と認められる事実関係を成立させようとする合意があること。
- 当事者間に、社会通念上、夫婦の共同生活と認められる事実関係が存在すること。

もっとも、上記の認定の要件を満たす場合であっても、原則として当該内縁関係が反倫理的な内縁関係である場合、すなわち、民法第734条（近親婚の制限）、第735条（直系姻族間の婚姻禁止）又は第736条（養親子関係者間の婚姻禁止）の規定のいずれかに違反することとなるような内縁関係にある者については、これを事実婚関係にある者とは認定しないものとする。
また、重婚的内縁関係については、婚姻の成立が届出により法律上の効力を生ずることとされていることからして、届出による婚姻関係を優先すべきことは当然であり、従って、届出による婚姻関係がその実体を全く失ったものとなっているときに限り、内縁関係にある者を事実婚関係にある者として認定するものとする。

#### 民間企業の対応
一部の企業では提供するサービスにおいて、同性婚や事実婚のカップルに対して法的な婚姻関係と同等の扱いを行っている。
ドコモ、au、ソフトバンクでは家族割引サービスにおいて、自治体が発行する証明書があれば、同性カップルや事実婚カップルもサービスの対象としている。

### 事実婚における問題点
事実婚は、法的には婚姻に当たらないため、様々な問題も存在する。

#### 法的な問題点
まず、家族法上の観点では、子どもがいる場合はどちらかしか親権を持てない（共同親権が持てない）、子を認知したとしても戸籍には子の立場として婚外子（非嫡出子）と記載される、自分が死んだ際に相手に相続権がない（遺贈するための遺言を残す必要がある）、しかも、法律婚における配偶者への遺産分割や遺贈の場合は税額の軽減があるが、事実婚の場合、特に相続財産が大きい場合には相続税の面で大きな経済的デメリットがある、などの問題点がある。また、離婚の際の財産分与や慰謝料等の支払いで、法律婚ではかからない贈与税が発生する場合がある。夫婦の一方が認知症などで判断能力が衰えた場合などに、成年後見を開始しようとしても、成年後見開始の申し立てをすることができない（そのような事態になる前に任意後見契約を結ぶ必要がある）。また、特別養子縁組もできない。夫婦間の契約取消権もない。

#### 日常生活上の問題点
日常生活上の不都合としては、「配偶者」との家族関係を証明しにくい。そのため、家族の手術の署名ができない場合や、入院家族の病状説明を断られたり、事故時などの保険金の請求は法律上の親族に限られ事実婚では難しく、生命保険の受取人や住宅ローンの連帯保証人になりにくい、法律婚では取得できる配偶者の戸籍抄本などを取り寄せることはできない、などの問題がある。また、夫婦の一方が海外赴任等をする際に、事実婚では配偶者ビザや永住権が認められないことが多い。介護等のための福祉施設への夫婦としての入居を断られることもある。
これらの問題は自治体ごとのパートナーシップ証明書があっても対応が分かれている。

#### 経済・コスト上の問題点
法律婚の場合と比較して、上記の相続時等の不利益以外にもさまざまな経済的な不利益がある。具体的には、確定申告の配偶者控除が受けられない、医療費控除の夫婦合算ができない、不妊助成が受けられないなどが挙げられる。
仮に夫婦間問題が起こった場合も法律的には結婚していないので結婚していれば可能な損害賠償が認められない場合がある。
多くの企業では社員の家族手当において、同性婚や事実婚を対象外としている。
かつてはクレジットカードやマイレージ、携帯電話契約等の家族会員・家族割、海外旅行保険の家族セットが対象外であることが多かったが、社会的な関心の高まりにより、サービスの対象となることも増えている。

#### 回避策として考えられる方策
旧姓通称使用
これらの問題を回避する方策として、事実婚ではなく結婚後旧姓を通称使用することも考えられるが、その場合も様々な問題点がある（「夫婦別姓#旧姓通称使用」も参照。）。
ペーパー離再婚
さらに別の方策として、普段は婚姻状態をとるものの旧姓を通称として用い、必要に応じて離婚し旧姓に戻り、旧姓での証明書を得るなどの手続きを行った後再び婚姻する夫婦もみられる。このような目的で離婚・再婚を行うことをペーパー離再婚とよぶ。逆に、普段は事実婚状態で、子供の出生時などにのみ婚姻状態をとる夫婦もみられる。なお、これらの場合再婚相手が同じ人物であるため、民法第733条が定める女性の100日間の再婚禁止期間（待婚期間）は適用されない。ペーパー離再婚における離婚期間は事実婚の状況となる。ただ、この場合、離婚期間中に得た証明書等を再婚中に用いることには法律的な問題が考えられる。
議論されている施策
これらの問題のため、氏を変更しなくても法律婚をすることのできる選択的夫婦別姓制度を求める議論があるほか、事実婚に対するより厚い法的保護の必要性についての議論がある。

### 事実婚の法的保護に関する議論
届出を出すことのできないやむを得ない事情がある内縁の場合とは異なり、当事者間の主体的・意図的な選択によって婚姻届を出さない事実婚の法的保護のあり方、特に準婚的保護を認めるべきか否かについては学説の間に争いがある。（ただし、事実婚に限らない内縁夫婦に対する一般的な法的保護に関しては、「内縁#内縁の効果」を参照。）
典型的には以下のようなライフスタイル論と婚姻保護論の対立が挙げられる。
ライフスタイル論
日本国憲法第13条（幸福追求権）を根拠として、個人が婚姻という形態をとるか事実婚という形態をとるか選択するのは自由であり、国はこの自由を保障すべきであるとの考えから、経済上の不利益や道徳的な問題が残るとするならばこのような生活形態の選択は事実上不可能になるとし、通常の内縁と同様に生活保障を図っていく必要があるとみる学説。このような見解に対しては、当事者双方が法的拘束力にとらわれない関係を選択しようとしている場合に、同居という事実をもって内縁保護の対象として法的拘束力が及ぶことになってしまい、当事者の本来の意図に反することになり問題であるとみる考え方もある。また、この論理を徹底していくと婚姻の法的保護に届出を要件とすべきでない（事実婚主義をとるべき）ということに帰着するのではないかとの疑問を生ずるとする見解もある。
婚姻保護論
婚姻の法制度上の効果を望んでいない当事者に婚姻類似の効果を認めるべきでないとする学説。婚姻による法的効果を望むか否かは当事者間の自由な意思の下に選択すればよく、当事者がその意思で婚姻を望まず選択しなかった場合に婚姻制度上の定型的な保護を享受しえないのは当然であるとみる学説。

## 関連文献
- 渡辺淳一『事実婚―新しい愛の形』集英社、2011年、ISBN 408720619X
- 上野千鶴子『近代家族の成立と終焉』岩波書店、1994年3月、ISBN 4000027425
- 太田武男、溜池良夫（編）『事実婚の比較法的研究』有斐閣、1986年5月、ISBN 464103625X
- 大橋照枝『未婚化の社会学』日本放送協会、1993年6月、ISBN 4140016663
- 婚差会（編）『非婚の親と婚外子 差別なき明日に向かって』青木書店、2004年5月、ISBN 4250204111
- 榊原富士子『女性と戸籍：夫婦別姓時代に向けて』明石書店、1992年、ISBN 4750304743
- 杉浦郁子『パートナーシップ・生活と制度　結婚、事実婚、同性婚(プロブレムQ&A)』緑風出版、2007年1月、ISBN 4846107019
- なくそう戸籍と婚外子差別交流会（編）『なくそう 婚外子・女性への差別　「家」「嫁」「性別役割」をこえて』明石書店、2004年2月、ISBN 4750318566
- 西川栄明、西川晴子（共著）『結婚の新しいかたち フレキシブル結婚の時代』（『宝島社新書』）、宝島社、2001年2月、ISBN 4796621008
- 二宮周平『事実婚の現代的課題』日本評論社、1990年3月、ISBN 4535578575
- 二宮周平『事実婚を考える もう一つの選択』日本評論社、1991年5月、ISBN 4535579423
- 二宮周平『事実婚』（『叢書民法総合判例研究』）、一粒社、2002年2月、ISBN 4752702991
- 善積京子『非婚を生きたい 婚外子の差別を問う』青木書店、1992年2月、ISBN 4250920062
- 善積京子『〈近代家族〉を超える 非法律婚カップルの声』青木書店、1997年6月、ISBN 4250970248
- 武石文子『事実婚歴20年の〈結婚・離婚カウンセラー行政書士〉が語る「事実婚」のホントのことがわかる本』すばる舎、2012年4月　電子書籍
- 民法改正を考える会『よくわかる民法改正―選択的夫婦別姓＆婚外子差別撤廃を求めて』朝陽会、2010年2月、ISBN 4903059324
- 日本弁護士連合会編『今こそ変えよう！家族法―婚外子差別・選択的夫婦別姓を考える』日本加除出版、2011年